# تيري غريغوري
تيري غريغوري (بالإنجليزية: Terry Gregory)‏ هي مغنية مؤلفة أمريكية، ولدت في 30 أبريل 1956 في واشنطن العاصمة في الولايات المتحدة.

## وصلات خارجية
- تيري غريغوري على موقع ميوزك برينز (الإنجليزية)
- تيري غريغوري على موقع أول ميوزيك (الإنجليزية)
- تيري غريغوري على موقع ديسكوغز (الإنجليزية)